# Шевченко Віктор Дмитрович
Шевченко Віктор Дмитрович (25 жовтня 1946, с.Межиріч, Лебединський район, Сумська область) — український художник.

## Біографія
Шевченко Віктор Дмитрович народився 25 жовтня 1946 року в селі Межиріч Лебединського району Сумської області в родині художника. Батько — Дмитро Якович, був художником — оформлювачем, мати — Литвиненко Анастасія Леонтіївна. У 1948 році батьки завербувалися на завод до Сибіру в місто Кемерово, туди забрали й Віктора.
У 1953 році родина повернулася на Батьківщину до села Межиріч.
У 1954 році Віктор пішов до школи. У 6-му класі пішов на гурток малювання до вчителя Дубровіна Івана Матвійовича, який відвідував протягом трьох років. Коли навчався в середній школі, знову продовжував малювати з вчителем Павленком Костнм Федоровичем. Одну з перших картин «Чорноморці» художник подарував у Коржівський будинок культури.
У 1966 році пішов до армії, проходив службу в Благовіщенську. По закінченню служби повернувся додому.
У 1969 році поїхав на Західну Україну в село Завадка Львівської області, де влаштувався працювати вчителем малювання та фізкультури. З 1970 року почав працювати в Коржівській школі. У 1973 році почав оформлювати кабінети Коржівської школи та за запрошенням директора Пустовійтівської школи робив розпис географічного кабінету.
За порадою завідувача методичного кабінету в 1975 році вступив до Одеського педагогічного інституту ім. Ушинського на художньо-графічний факультет, який закінчив у 1980 році.

## Творчість
У 1982 році в школі пройшла перша виставка робіт місцевого художника. Роботи Віктора Дмитровича продавались в Києві, потрапили до Італії.
У Коржівському будинку Культури діє виставка місцевого художника Шевченка Віктора Дмитровича, яка постійно оновлюється.